# Rei Kikukawa
Rei Kikukawa (菊川 怜 Kikukawa Rei?, nacido el 28 de febrero de 1978) es una actriz, modelo y presentadora de televisión japonesa. 

## Biografía
Kikukawa nació en Urawa (ahora parte de Saitama), en la Prefectura de Saitama. Se graduó de la Universidad de Tokio donde se especializó en arquitectura. Fue descubierta por un agente mientras estaba de compras, y finalmente llegó a ser representada por Oscar Promotions. Su primer papel importante llegó en 2002 cuando fue elegida para ser coanfitrión del programa de NTV del domingo por la noche Bankisha. Kaisha yangu guanishin

## Filmografía

### Películas
- Double Deception (2001)
- Gun Crazy 2 (2002)
- Godzilla: Final Wars (2004)
- Install (2004)
- Aoki Ōkami: Chi Hate Umi Tsukiru Made (2007)
- Sakura no Sono (2008)
- Meon (2010)
- Ōoku (2010)

### Televisión
- OL Zenido (2003 TV Asahi)
- Yume miru Budo: Hon o yomu Onna (NHK 2003)
- Reikan Bus Guide Jikenbo (2004 TV Asahi)
- Chakushin Ari (2005 TV Asahi)
- Izumo no Okuni (NHK 2006)
- Hospital Hoshizora (NHK 2007)
- Dageki Tenshi Ruri (2008 TV Asahi)
- Midori no Christmas (2002 NHK)
- Sinmai Jiken Kisha Misaki (2005,2006 TV Tokio)
- Quartet: June Bride 2005 (2005 NTV)
- Kuroi Jukai (2005 Fuji TV)
- Hei no naka no korinai onnatachi: utsunomiya joshi keimusho 2006 (2006 NTV)
- Aoi Byoten (2006 Fuji TV)
- Keishicho kanshikika dai 9 han Midnight Blue (NTV 2006)
- Satsujin Yuki Oku no Hosomichi (2007 Fuji TV)
- Onna Kyôshi tantei Saionji Rika no satsujin note (2008 TBS)
- Keishichô denwa shidôkan: Fukagawa Mariko no jikenbo (TV Asahi 2008)
- Onsen Nakai Koizumi Atuko no Jikencho (2009 TV Tokio)
- Sankyo no Sho (2010 Fuji TV)
- Tokudane! (Fuji TV)